# Luigi Samele
Luigi Samele (Foggia, 25 luglio 1987) è uno schermidore italiano, specializzato nella sciabola.

## Biografia
Fratello di Riccardo Samele, arbitro internazionale di scherma, è tesserato per le Fiamme Gialle. Il suo maestro è Andrea Terenzio.
Intrattiene una relazione sentimentale con la schermitrice Ol'ha Charlan. Nel marzo 2022, a seguito dell'invasione russa dell'Ucraina del 2022, ha aiutato la compagna e la sua famiglia a rifugiarsi a Bologna per sfuggire ai bombardamenti.

### Carriera
Il 24 luglio 2021 vince la medaglia d'Argento nella sciabola maschile individuale all'Olimpiade di Tokyo 2020 cedendo solo in finale, con il punteggio di 15 a 7, al campione ungherese Szilagyi. Il 28-07-2021 vince la medaglia d'Argento alle Olimpiadi di Tokyo anche nella gara della Sciabola maschile a squadre insieme ad Aldo Montano, Luca Curatoli ed Enrico Berrè.
Partecipa come riserva alle Olimpiadi di Londra del 2012, dando un grande contributo alla squadra italiana nella finale per il terzo posto, vincendo la medaglia di bronzo nella sciabola a squadre, con Diego Occhiuzzi, Aldo Montano e Luigi Tarantino.
Nel 2004 ha conquistato la medaglia d'oro nella prova individuale ai Mondiali Cadetti di Plovdiv 2004.
Nel 2018 vince l'argento nella gara iridata di sciabola maschile senior a squadre sia ai Campionati mondiali di scherma di Wuxi 2018 che ai Campionati europei di scherma di Novi Sad 2018.
Il 18 Luglio 2022 ai Campionati mondiali di scherma Il Cairo 2022 senior nella prova individuale arriva 6º nella sciabola maschile, suo miglior piazzamento ad un mondiale senior e 3 giorni dopo vince la medaglia di bronzo nella gara iridata di Sciabola Maschile senior a Squadre insieme agli altri sciabolatori Curatoli, Torre e Gallo.
Ha vinto 3 volte i Campionati europei di scherma senior nella sciabola a squadre
il 20 Giugno 2012 nei Campionati europei di scherma di Legnano 2012 senior arriva 8º nella sciabola maschile, suo miglior piazzamento ad un europeo senior
Nel 2005 nei Campionati Europei Junior di scherma di Tapolca 2005 vince la medaglia d'oro sia nella prova individuale che nella prova a squadre.
Ha vinto le prove di Coppa del Mondo di scherma nella sciabola maschile senior individuale a Chicago nel 2014 e a Cancún nel 2016.
Per 2 volte entra nella Top Five e per 7 volte nella Top Ten del Ranking finale della Coppa del Mondo di scherma sciabola individuale maschile senior. In 20 edizioni ha totalizzato 1.590 punti. 
Per 3 volte (2010, 2015,2017) con la squadra raggiunge il 1º posto nel ranking di Coppa del mondo per squadre.
Nel 2006 ha vinto la Coppa del Mondo Junior 2005-06, vincendo 3 gare e arrivando secondo al mondiale di categoria.
Si è laureato campione italiano in individuale nel 2016 a Roma, nel 2019 a Palermo, nel 2021 a Cassino e nel 2022 a Courmayeur. Nel 2016 con le Fiamme Gialle vince anche il titolo a squadre nel fioretto e l’argento nella sciabola.
Il 28 giugno 2023, insieme ai connazionali Luca Curatoli, Michele Gallo e Matteo Neri, vince la medaglia d'argento ai III Giochi europei perdendo per 42 a 45 la finale contro la squadra francese.
Il 19 giugno 2024, agli europei di Basilea, vince la medaglia di bronzo individuale, la prima, completando un podio tutto italiano con Gallo e Curatoli.
Il 27 luglio 2024 conquista una nuova medaglia di bronzo ai Giochi olimpici di Parigi, battendo per 15-12 nella finale per il terzo posto l'Egiziano el-Sissy, in quel momento numero uno del ranking di sciabola.

## Palmarès

### Risultati élite
In carriera ha ottenuto i seguenti risultati:
Giochi olimpici
Individuale
 Argento nella sciabola a Tokyo 2020
 Bronzo nella sciabola a Parigi 2024
A squadre
 Argento nella sciabola a Tokyo 2020
 Bronzo nella sciabola a Londra 2012
Mondiali
Individuale
-
A squadre
 Argento nella sciabola a Wuxi 2018
 Argento nella sciabola a Parigi 2010
 Bronzo nella sciabola a Il Cairo 2022
 Bronzo nella sciabola a Budapest 2019
 Bronzo nella sciabola a Lipsia 2017
Europei
Individuale
 Bronzo nella sciabola a Basilea 2024
A squadre
 Oro nella sciabola a Strasburgo 2014
 Oro nella sciabola a Zagabria 2013
 Oro nella sciabola a Lipsia 2010
 Argento nella sciabola a Novi Sad 2018
 Argento nella sciabola a Tbilisi 2017
 Argento nella sciabola a Toruń 2016
 Bronzo nella sciabola a Düsseldorf 2019
Giochi europei
Individuale
A squadre
- Argento nella sciabola a Cracovia 2023

Universiadi
Individuale
- Bronzo nella sciabola a Belgrado 2009

A squadre
- Argento nella sciabola a Belgrado 2009

Giochi del Mediterraneo
Individuale
- Oro nella sciabola a Mersin 2013

Coppa del Mondo
Prove individuali
- 2008-2009 -  (Atene, Dallas)
- 2009-2010 -  (Isla de Margarita);  (Mosca)
- 2012-2013 -  (Plovdiv, Chicago)
- 2013-2014 -  (Chicago);  (Padova, Budapest, Varsavia)
- 2015-2016 -  (Cancun)
- 2017-2018 -  (Algeri)
- 2018-2019 -  (Il Cairo)
- 2019-2020 -  (Montreal)
- 2021-2022 -  (Algeri, Tunisi)
- 2022-2023 -  (Varsavia)

Prove a squadre
- 2009-2010 -  (Plovdiv)
- 2010-2011 -  (Padova, Atene)
- 2012-2013 -  (Padova)
- 2015-2016 -  (Gyor)
- 2016-2017 -  (Madrid)
- 2018-2019 -  (Varsavia, Madrid)

18 secondi posti
5 terzi posti
Campionati italiani
Individuale
- Oro nella sciabola a Roma 2016
- Oro nella sciabola a Palermo 2019
- Oro nella sciabola a Cassino 2021
- Oro nella sciabola ad Courmayeur 2022
- Argento nella sciabola a Gorizia 2017

A squadre
- Oro nella sciabola a Acireale 2014
- Oro nella sciabola a Torino 2015
- Oro nel fioretto a Roma 2016
- Oro nella sciabola a Gorizia 2017
- Oro nella sciabola a La Spezia 2023
- Argento nella sciabola a Bologna 2012
- Argento nella sciabola a Trieste 2013
- Argento nella sciabola a Palermo 2019
- Argento nella sciabola a Cassino 2021

### Risultati giovani
Mondiali giovani
Individuale
- Argento nella sciabola a Taebaek 2006

A squadre
Mondiali cadetti
Individuale
- Oro nella sciabola a Plovdiv 2004

Europei Under-23
Individuale
- Argento nella sciabola a Monza 2008

A squadre
Europei giovani
Individuale
- Oro nella sciabola a Tapolca 2005

A squadre
- Oro nella sciabola a Tapolca 2005

Coppa del Mondo di scherma
- 1 vittoria nella classifica generale sciabola under-20 (2005-06).
- 3 vittorie nelle prove sciabola under-20 (Frascati 2006, Goeppinhgen 2006, Dourdan 2006).

Campionati italiani giovanili di scherma
 Oro nella sciabola individuale under-23 nel 2010
 Oro nella sciabola individuale junior nel 2006
 Argento nella sciabola individuale junior nel 2004
 Bronzo nella sciabola individuale allievi nel 2002
Coppa Europa per Società
4 ori con le Fiamme Gialle (Samele, Berrè, Pellegrini, D'Armiento).
Campionati italiani universitari di scherma
 Oro nella sciabola individuale nel 2014